# Kinas rymdprogram
Kinas rymdprogram startades 1955 av Folkets befrielsearmé och vetenskapsmän som Qian Xuesen deltog i projektet. Idag lyder rymdprogrammet under den civila organisationen Kinas nationella rymdstyrelse.
Kinas rymdprogram består av flera delar såsom utforskning av månen genom Chang'eprogrammet, bemannade rymdfärder inom Shenzhouprogrammet och en serie av bärraketer till samtliga program i raketserien Chang Zheng. Några viktiga milstolpar är den första (kinesiska) bemannade rymdfärden 2003, uppskjutningen av den första rymdstationen 2011 och den första obemannade landningen på månen 2013, det första markprovet från månen till jorden 2020, och den första mjuklandningen på Mars 2021. Viktiga planerade framtida aktiviteter är etablering av en permanent rymdstation 2022,[uppföljning saknas] det första markprovet från Mars till jorden 2028–2030, första bemannade landning på månen 2036 och en eventuell bemannad resa till Mars.

## Rymdraketbaser

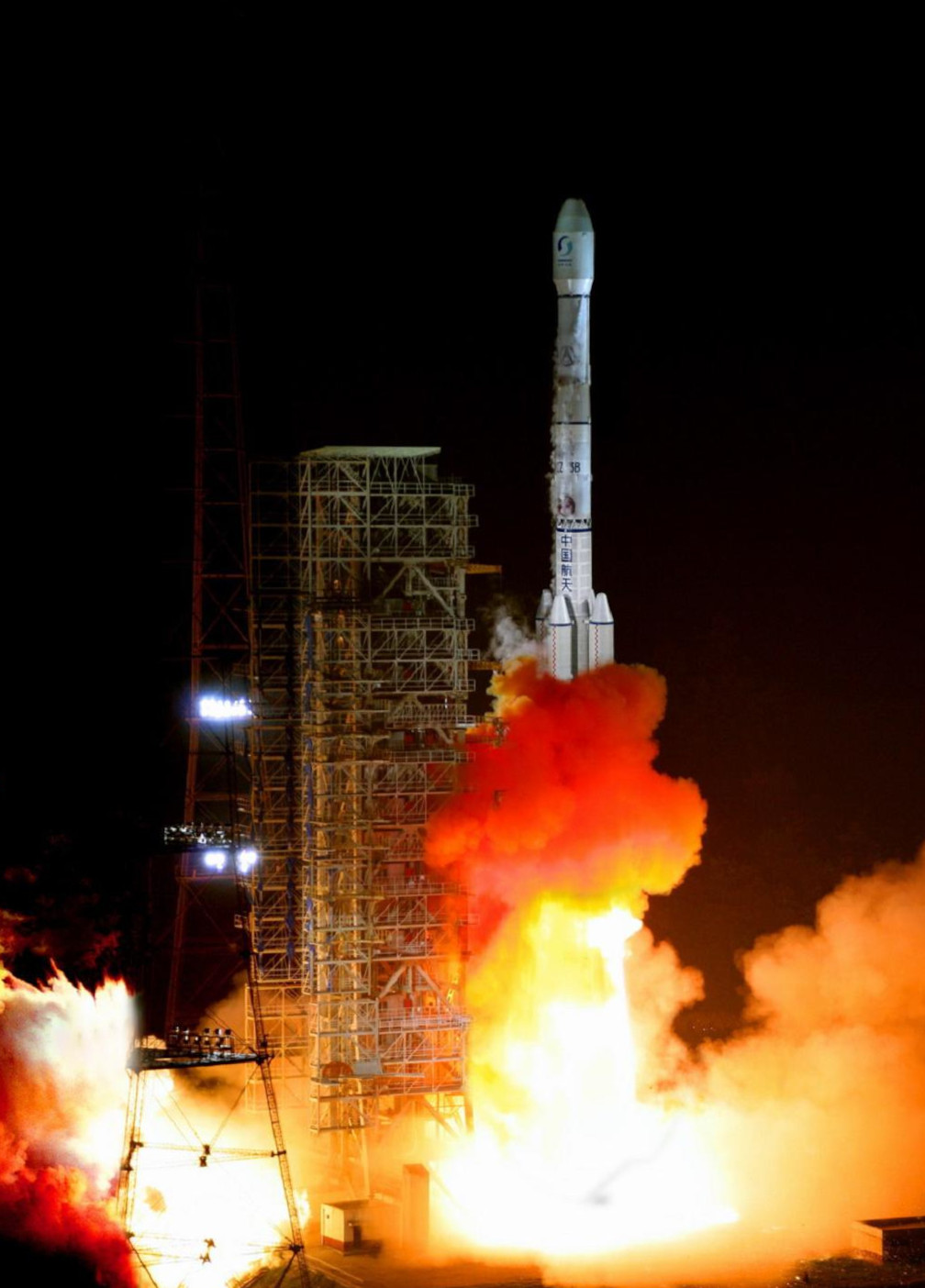
Uppskjutning av en Chang Zheng 3B på Xichangs satellituppskjutningscenter.

Det kinesiska rymdprogrammet har följande rymdraketbaser för uppskjutningar:
- Jiuquans satellituppskjutningscenter i Inre Mongoliet.
- Xichangs satellituppskjutningscenter i Sichuan.
- Taiyuans satellituppskjutningscenter i Shanxi.
- Wenchangs satellituppskjutningscenter i Hainan.

## Rymdfarare
Kinesiska rymdfarare benämns i västvärlden taikonauter, för att skilja dem från amerikanska astronauter och ryska/sovjetiska kosmonauter. Namnet kommer från "taikong" (太空) som betyder yttre rymden. Kineserna själva använder benämningen yuhangyuan (宇航员), vilket kan översättas till rymdnavigatör.

## Bemannade rymdresor

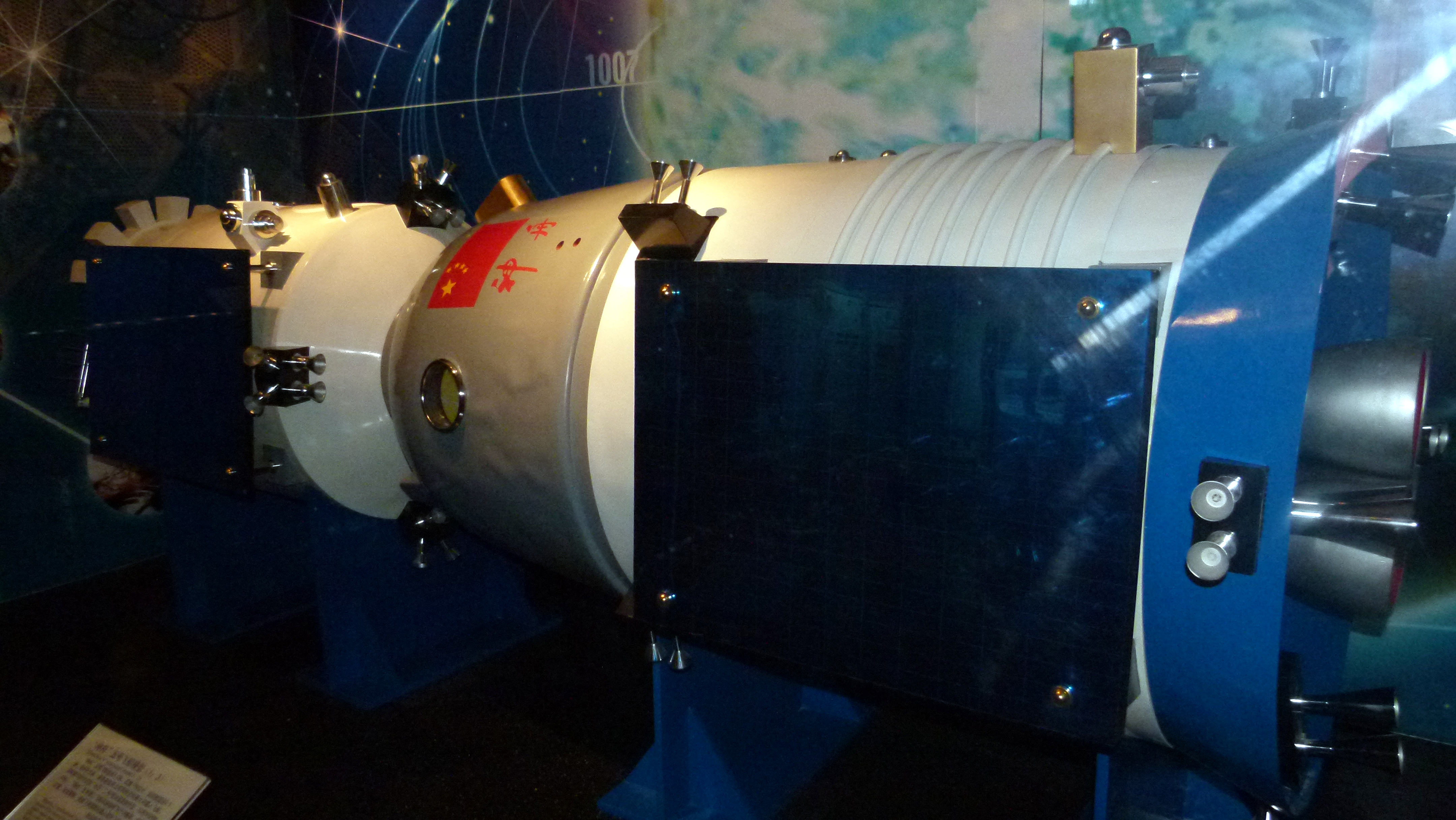
Modell av rymdkapseln Shenzhou 5 som användes 2003 för Kinas första bemannade rymdresa.

1992 beslutades att genomföra Shenzhouprogrammet som syftar till att etablera Kina som en rymdnation med bemannade rymdresor. Det var inom Shenzhouprogrammet som Kina 2003 genomförde den första bemannade rymdresan med Shenzhou 5, och den första rymdpromenaden 2008 med Shenzhou 7.

## Rymdstation
Den första kinesiska rymdstationen Tiangong 1 sköts upp den 29 september 2011. Mellan 2011 och 2013 dockade tre olika rymdkapslar med Tiangong 1. Två av dem var bemannade.
Den 15 september 2016 ersattes Tiangong 1 av Tiangong 2. I april 2017 dockade det obemannade lastrymdskeppet Tianzhou 1 med rymdstationen.
En permanent rymdstation är planerad att börja etableras 2018 och vara i drift runt 2022.[uppföljning saknas]

## Månen

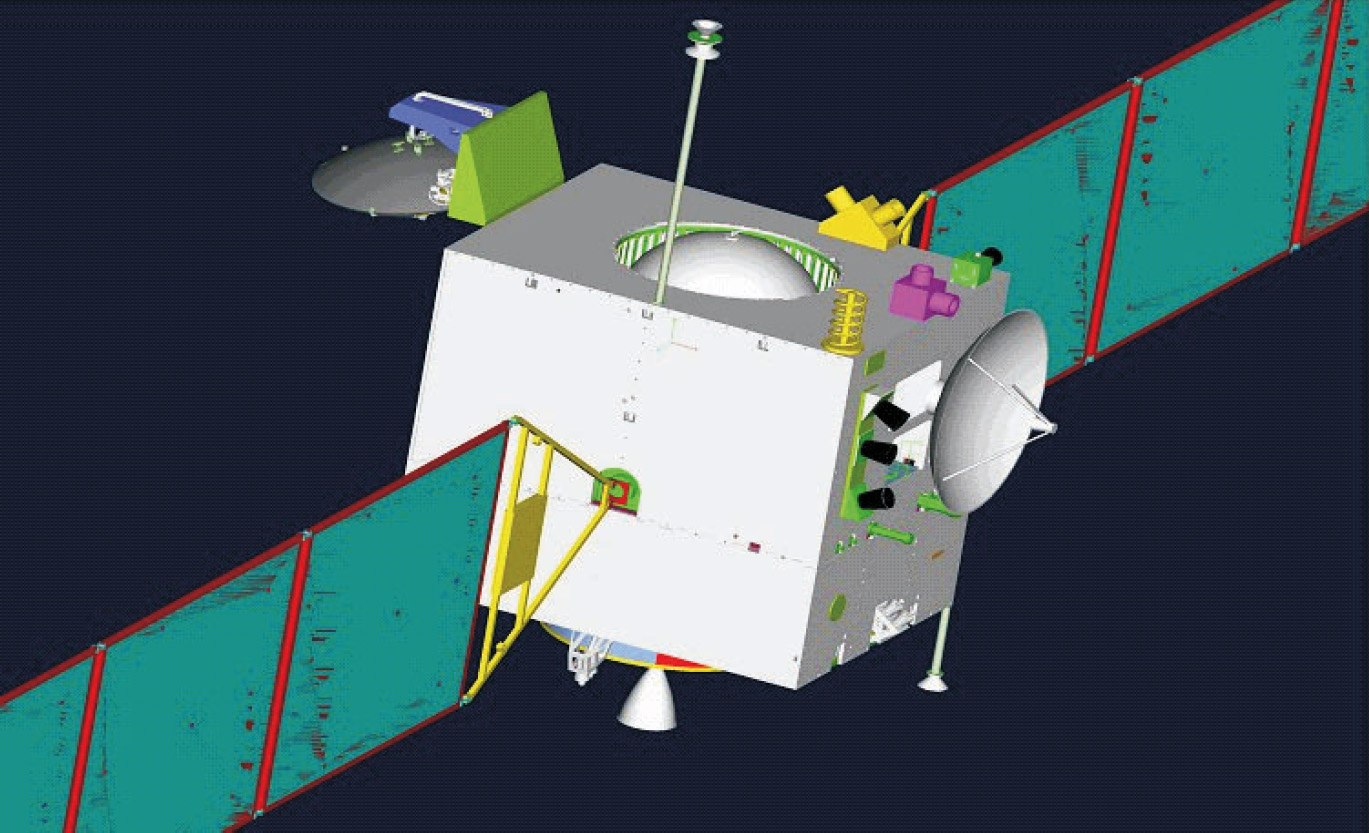
Datormodell av Kinas första rymdson Chang'e 1

I det Kinesiska månutforskningsprogrammet Chang'eprogrammet utforskas månen genom en serie uppdrag där slutligen prover ska hämtas på månen för att fraktas tillbaka till jorden. Med Chang'e 3 landsattes 2013 rovern Yutu. 2017 planeras Chang'e 5 landa på månen för att överföra markprover till jorden.
Rymdraketen Chang Zheng 9 som håller på att utvecklas ska kunna användas för framtida bemannade resor till månen. Kina har planer för en framtida bemannad bas på månen. Första bemannade resan till månen är planerad till 2036.

## Mars
Kinas första rymdsond till planeten Mars, var Yinghuo 1 Den åkte snålskjuts med den ryska rymdsonden Fobos-Grunt, båda rymsdsonderna misslyckades då Fobos-Grunt inte lyckades att frigöra sig från jordens gravitation.
2020 planerar Kina att göra sitt andra försök att nå Mars och då även landsätta en rover. Farkosten Tianwen-1 planeras att sändas upp i juli 2020 och förväntas nå Mars i februari 2021.[uppföljning saknas]

## Kronologisk ordning

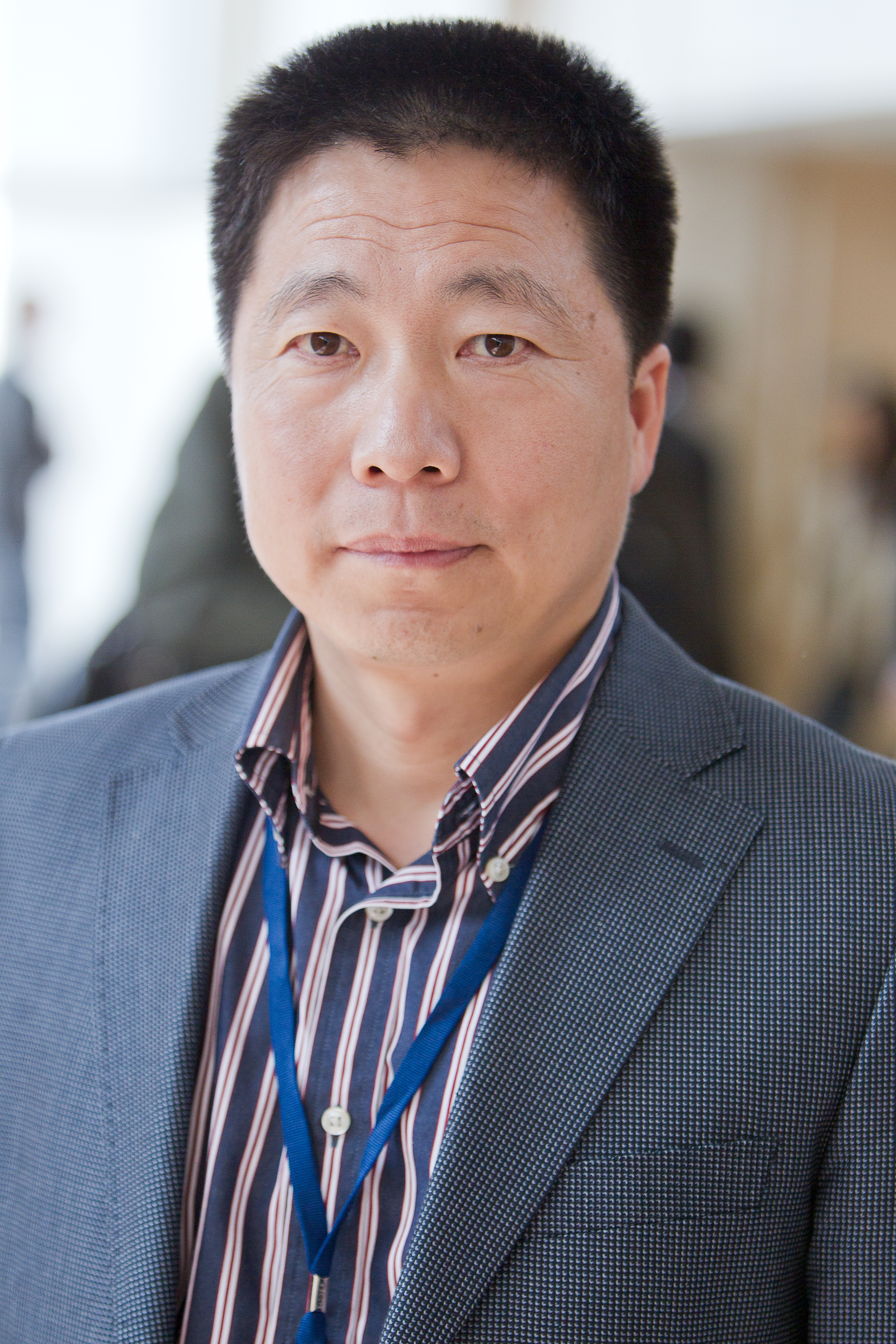
Yang Liwei som 2003 gjorde Kinas första bemannade rymdfärd med Shenzhou 5.

### 1950-talet
- 1955 - Rymdprogrammet startar.

### 1970-talet
- 1970 - Den första raketen med en satellit, Dong Fang Hong I skjuts upp för att kretsa runt jorden i 26 dagar.
- 1979 - De första rymdfararna börjar tränas.

### 1990-talet
- 1990 - Den första bemannade raketen med djur skjuts upp med växter och djur, bland annat råttor och marsvin.
- 1999 - Första uppskjutningen i Shenzhouprogrammet, Shenzhou 1, utfördes.

### 2000-talet
- 2003 - Kina utför sin första bemannade rymdresa med Yang Liwei i Shenzhou 5.
- 2005 - Två personer i besättningen på Shenzhou 6
- 2007 - Första rymdsonden, Chang'e 1
- 2008 - Zhai Zhigang genomför Kinas första rymdpromenad från Shenzhou 7

### 2010-talet
- 2011 - Kinas första rymdstation, Tiangong 1
- 2011 - Andra rymdsond, Chang'e 2
- 2012 - Första kinesiskan i rymden, Liu Yang
- 2012 - Första dockningen med en rymdstation.
- 2012 - Möte med asteroiden 4179 Toutatis, Chang'e 2
- 2013 - Kinas andra kvinna i rymden, Wang Yaping
- 2013 - Första kinesiska rymdsond att landa på månen, Chang'e 3
- 2016 - Kinas andra rymdstation, Tiangong 2
- 2017 - Kinas första obemannade lastrymdskepp, Tianzhou 1
- 2019 - Kina landar en rymdsond på månens baksida, Chang'e 4

### 2020-talet
- 2020 - En kinesisk rymdsond hämtar ett markprov från månen, Chang'e 5
- 2021 - Kinas tredje rymdstation, Tiangong
- 2021 - Första långtids besättningen bosätter sig på rymdstationen Tiangong
- [uppföljning saknas]